# Mačkov
Mačkov (německy Matzkau) je obec v okrese Strakonice v Jihočeském kraji, asi dva kilometry jižně od Blatné. Žije zde 284 obyvatel.

## Historie
První písemná zmínka o vesnici pochází z roku 1315.

## Obyvatelstvo
| Rok            | 1869 | 1880 | 1890 | 1900 | 1910 | 1921 | 1930 | 1950 | 1961 | 1970 | 1980 | 1991 | 2001 | 2011 | 2021 |
| -------------- | ---- | ---- | ---- | ---- | ---- | ---- | ---- | ---- | ---- | ---- | ---- | ---- | ---- | ---- | ---- |
| Počet obyvatel | 280  | 352  | 330  | 310  | 300  | 327  | 312  | 239  | 229  | 205  | 246  | 186  | 294  | 306  | 320  |
| Počet domů     | 37   | 46   | 47   | 51   | 55   | 59   | 66   | 69   | 65   | 61   | 63   | 75   | 74   | 85   | 94   |

## Obecní správa
Obec tvoří jediné katastrální území Mačkov, které je enklávou ve správním území Blatné. K obci patří také Hříbárna.
Mezi lety 1850–1976 byl Mačkov obcí v okrese Blatná (1869–1950) a později v okrese Strakonice. Od 1. dubna 1976 do 23. listopadu 1990 patřil jako část města k Blatné a od 24. listopadu 1990 je opět samostatnou obcí, ale Hněvkov již zůstal součástí Blatné. V letech 1961–1976 k obci patřil Hněvkov.

### Obecní symboly
Znak a vlajka byly obci uděleny rozhodnutím předsedy Poslanecké sněmovny Parlamentu České republiky dne 29. května 2007.

## Doprava

### Dopravní síť
Do obce vedou silnice III. třídy.

### Autobusová doprava 2024
Autobusovou dopravu v obci Mačkov zajišťuje společnost ČSAD AUTOBUSY České Budějovice. V obci se nachází zastávka Mačkov. Na silnici směrem do Blatné se nachází zastávka Mačkov,jízdárna a na silnici mezi Blatnou a Blatenkou se nachází zastávka Mačkov,žel.přejezd. Obec obsluhují čtyři autobusové linky: 360818, 380731 a 380769. Zastávku Mačkov,žel.přejezd obsluhuje také linka 380730. Linka 360818 vede z Písku do Blatné přes Čížovou, Předotice, Sedlici a další vesnice. Linka 380730 spojuje Strakonice s Blatnou, přičemž obsluhuje obce Droužetice, Chrášťovice, Únice, Třebohostice, Hlupín, Doubravice, Bratronice, Záboří a Lažany. Linka 380731 spojuje Strakonice s Únicemi, Třebohosticemi, Hlupínem, Mečichovem, Doubravicí, Lažanami, Mačkovem, Blatnou a Buzicemi. Linka 380769 spojuje obec s Blatnou, Lnáři a Předmíří a na druhou stranu s Horažďovicemi, přičemž obsluhuje i další obce na trase.

### Železniční doprava 2024
Okolo obce prochází jednokolejná regionální železniční trať 203 Březnice–Strakonice, která byla uvedena do provozu v roce 1899. U obci se nachází železniční zastávka Mačkov, kde zastavují osobní vlaky linky S60. Tyto vlaky, provozované společností České dráhy, jezdí ze Strakonic do Blatné a dále pokračují do Březnice, Příbrami, Zdic nebo Berouna.

## Pamětihodnosti
- Kaple svatého Jana Nepomuckého
- Památník padlým v první světové válce
- Dům čp. 27